# Reda Caire
Pour les articles homonymes, voir Caire (homonymie).
Joseph Gandour dit Reda Caire, né le 14 février 1905 au Caire (Égypte) et mort le 9 septembre 1963 à Clermont-Ferrand, est un chanteur francophone, populaire dans les années 1930.

## Biographie

### Famille
Reda Caire est le fils de Selim Gandour-Bey (1865-1923), haut fonctionnaire du gouvernement égyptien, et de Léonie Breuer de Walden (1873-1947), héritière des Breuer-Renoz de Walden, riche famille belge.

### Début
Son nom de scène est inspiré de ses origines égyptiennes (Reda, prénom arabe, et Caire du nom de sa ville de naissance, Le Caire). Il débute à vingt ans, à Lyon, dans une troupe d'opérette. Il en fait son métier en 1928 puis part pour Paris, où il enregistre, en 1934, les chansons Je voudrais un petit bateau (Antonio Parera, Robert Valaire) et Les Beaux Dimanches de printemps (Jean Laurent, Gaston Gabaroche). C'est le début du succès et il reste un chanteur de charme populaire jusqu'à la fin des années 1950. Son impresario est Émile Audiffred.

### Apogée
Reda Caire, tout au long de sa carrière, reste fidèle au monde de l'opérette, qui l'avait vu débuter. Il joue le Prince Danilo dans La Veuve joyeuse, se consacre à un répertoire moderne et de qualité et crée, à Paris, peu avant la Seconde Guerre mondiale, la version française de Balalaïka. Il joue également dans quelques films. 
À la déclaration de guerre, l'Odéon de Marseille (haut lieu des années auparavant des opérettes dites marseillaises de René Sarvil, et d'Émile Audiffred) le voit créer, aux côtés de Pierre Larquey et de Milly Mathis, Destination inconnue, une œuvre d'un de ses auteurs fétiches, Gaston Gabaroche.

### Fin de carrière
Il donne en 1962 un ultime récital au théâtre du Gymnase à Marseille.
Il meurt d'un arrêt cardiaque à l'âge de cinquante-huit ans, le 9 septembre 1963 à Clermont-Ferrand. Il est enterré près de ses parents dans le village de Saint-Zacharie au cours d'obsèques auxquelles assiste entre autres son ami Fernandel. Par la suite, son nom est donné à la place principale du village (square Reda-Caire). 

### Vie privée
Reda Caire, bien qu'il épouse le 5 décembre 1938 Simone Bret, une artiste lyrique âgée de 27 ans, dont il divorce le 7 mars 1945, est homosexuel. Le biographe Emmanuel Bonini, dans son livre Le Véritable Yves Montand, soutient que le chanteur a entretenu une relation intime avec le jeune Yves Montand pendant de longs mois durant la guerre.

## Filmographie
- 1937 : Si tu reviens, de Jacques Daniel-Norman - Jean Lemmonier
- 1937 : Le Club des aristocrates, de Claude Dolbert - Le chanteur
- 1938 : Prince de mon cœur, de Jacques Daniel-Norman - le prince Serge III
- 1939 :  Vous seule que j'aime, d'Alfred Machard - Jimm
- 1940 :  Marseille mes amours, de Jacques Daniel-Norman - André Barigoule
- 1943 :  Six petites filles en blanc, d'Yvan Noé - Le chanteur

## Théâtre
- 1938 : Balalaïka, de Bernard Grun et George Posford, airs additionnels de Robert Stolz,  adaptation française de Maurice Lehmann, théâtre Mogador
- 1940 : Voilà Marseille, de René Sarvil, Émile Audiffred et Serge Bessière, l'Odéon de Marseille]
- 1942 : Avec le Soleil, de Raymond Vincy, Albert Bossy, Émile Audiffred et Juliette Saint-Giniez, avec Mireille Ponsard, théâtre des Célestins
- 1947 : De Montmartre à la Canebière, d'Émile Audiffred, Casino Montparnasse
- 1962 : Les croulants se portent bien, de Roger Ferdinand, mise en scène de Robert Manuel, théâtre Michel

## Chansons
- Si tu reviens[4]
- La Paloma de Sebastián Iradier
- Après toi, je n'aurai plus d'amour
- Balalaika
- Je n'ai pas de guitare
- Je voudrais un joli bateau
- Jeunesse
- Le Temps des cerises
- Le Temps du tango
- Les Beaux Dimanches de printemps
- Ma banlieue
- Plaisir d'amour
- Voyage dans la Lune
- Personne (78 tours Parlophone N° 85619)
- Ne t'aurais-je qu'une fois (de l'opérette de Franz Lehar Frasquita - Parlophone N° 85619)

## Citation
- « Je me souviens que Reda Caire est passé en attraction au cinéma de la porte de Saint-Cloud », Georges Perec, Je me souviens. C'est à lui que Perec consacre le tout premier de ses 480 « Je me souviens ».